# Henry Warner Birge
Henry Warner Birge (25 août 1825 - 1er juin 1888) est un général de l'armée de l'Union de la guerre de Sécession.

## Avant la guerre
Birge naît à Hartford, Connecticut. Il descend d'une vieille famille coloniale. Avant la guerre, il vit à Norwich et est marchant et fait partie de l'équipe de direction du gouverneur de l'État, William A. Buckingham,.

## Guerre de Sécession
Lors de l'éclatement de la guerre de Sécession, Birge organise le premier régiment de l'État de troupes enrôlées pour trois ans, le 4th Connecticut Infantry, dans lequel il est nommé commandant.
Après avoir servi dans le Maryland et la Virginie , il est nommé colonel du 13th Connecticut Infantry en février 1862 et est placé au commandement de la défense de la Nouvelle-Orléans avec les forces du général Benjamin Butler,. En décembre de cette année-là, il est nommé au commandement d'une brigade, qu'il conserve lors de la première campagne de la rivière Rouge et lors du siège de Port Hudson. Il est choisi pour mener un groupe d'assaut d'élite contre Port Hudson après l'annonce de la reddition de Vicksburg. Quasiment, l'ensemble des soldats du 13th Connecticut se prote volontaire pour suivre son ancien colonel pour cet assaut. L'assaut est finalement annulé deux jours après l'annonce de la chute de Vicksburg.
Il est promu brigadier général en septembre 1863, participe à la deuxième expédition de la rivière Rouge, et par la suite commande à Baton Rouge. Au cours de cette campagne, le général Nathaniel Banks fait son éloge. En 1864, il est affecté au commandement de la deuxième division du XIX corps. Il participe aux batailles de la campagne de la vallée de Shenandoah du général Sheridan, et en février et mars 1865, est nommé au commandement de la défense de Savannah. Lors sa brigade devient une division du X corps, il participe à la campagne des Carolines. Après que le général Joseph E. Johnston se rend, Birge commande de nouveau le district de Savannah.
Le 25 février 1865, le président Abraham Lincoln nomme Birge pour l'attribution du brevet de major-général, avec une date de prise de rang au 25 février 1865, et le Sénat américain confirme la nomination, le 3 mars 1865. Birge démissionne de l'armée le 18 octobre 1865.

## Après la guerre
Après la guerre, il s'installe dans la culture du coton et dans une scierie en Géorgie. Plus tard, il fait des affaires dans du Texas et dans l'ouest.
Finalement, il s'installe à New York où il meurt le en 1888. Il est enterré au cimetière de Yantic à Norwich.